# Drijftil

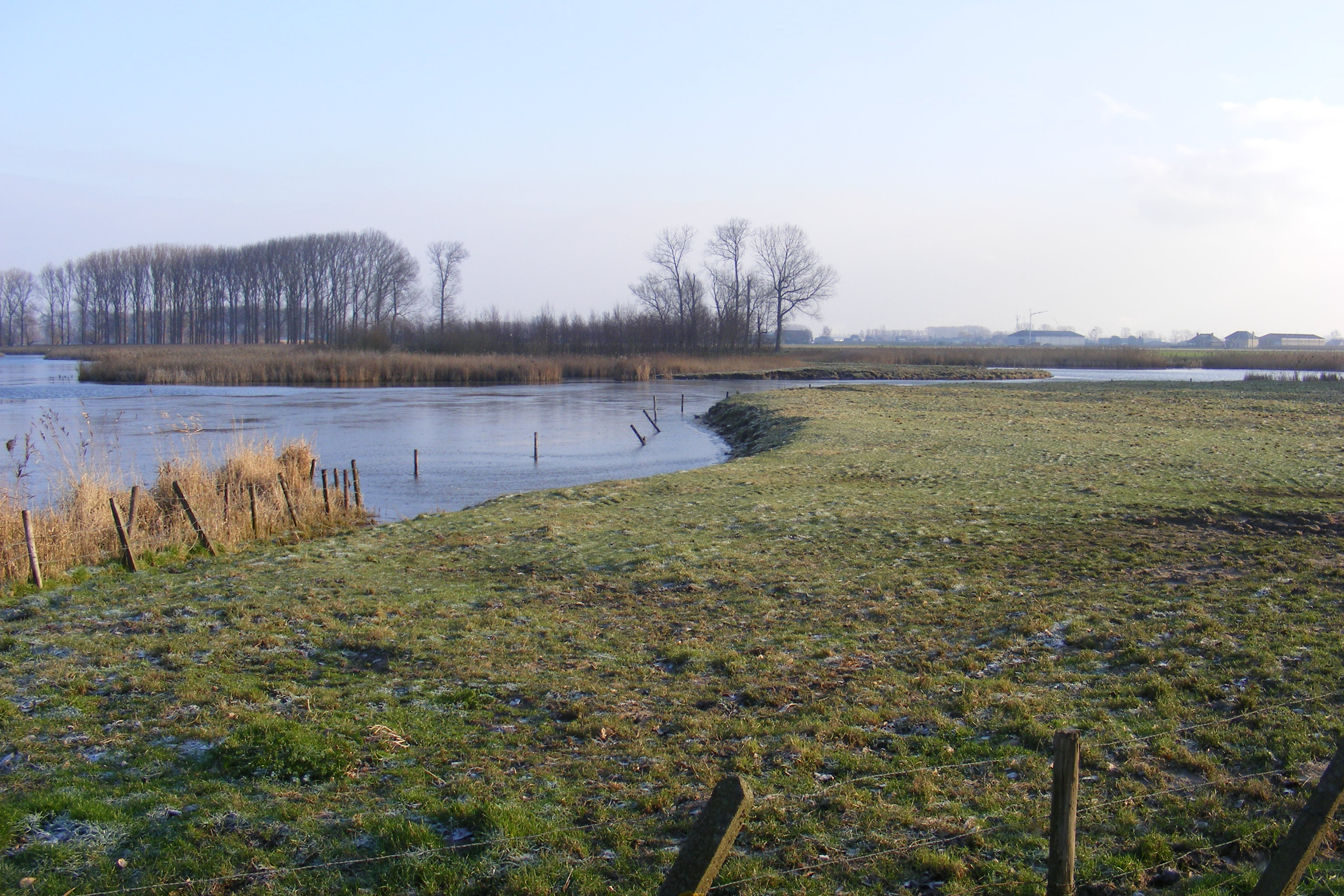
Drijftillen kunnen uiteindelijk een veenlens vormen, zoals deze in de Grote Geule te Kieldrecht

Een drijftil of krag(ge) bestaat uit aaneengegroeide aan het wateroppervlak drijvende planten. In daarvoor gunstige omstandigheden zal het leiden tot verlanding. Het komt voor in zoet tot brak water.
De basis van een drijftil wordt gevormd door delen van losgeslagen oeverplanten, zoals wortelstokken van witte waterlelie en gele plomp, aangevuld met aangewaaide afgestorven plantendelen. Op deze mat, die door wind en golfslag bij elkaar is gekomen, kan zich een specifieke vegetatie ontwikkelen. Waterscheerling en waterzuring voelen zich hier thuis. Ook zeggesoorten als pluimzegge en hoge cyperzegge kan men er aantreffen, en daarnaast diverse soorten veenmos.
Drijftillen spelen een rol in het verlandingsproces. Er treedt geleidelijk successie op naar een begroeiing van onder meer kalmoes, gele lis en soortgelijke moerasplanten. Uiteindelijk komt het eilandje met de wortels aan de bodem vast te zitten en is er sprake van laagveenverlanding of trilveen. In zeldzame gevallen kan een drijftil uitgroeien tot een veenlens.
Drijftillen vormen ook een inspiratiebron voor floatlands: kunstmatige drijvende tuintjes of biotopen in sterk versteende of natuurarme omgeving.